# Технологічний інститут (станція метро)
59°54′59″ пн. ш. 30°19′07″ сх. д. / 59.91639° пн. ш. 30.31861° сх. д.
Технологíчний інститýт (рос. Технологический институт) — єдиний діючий кросплатформовий вузол Петербурзького метрополітену. 
Розташований на  Кіровсько-Виборзькій лінії між станціями «Балтійська» і «Пушкінська», а також на  Московсько-Петроградській лініях між станціями «Сінна площа» і «Фрунзенська». Найбільша за розміром станція першої черги метрополітену.
Назва пов'язана з тим, що наземний вестибюль знаходиться в безпосередній близькості від Технологічного інституту. У цьому ж будинку знаходиться Управління Метрополітену.
15 грудня 2011 року Радою щодо збереження культурної спадщини станція внесена до єдиного державного реєстру об'єктів культурної спадщини регіонального значення.

## Технічна характеристика
Складається з двох залів: колонного і пілонного.
- Колонний трисклепінний зал відкрито 15 листопада 1955 року у складі дільниці «Автово» — «Площа Повстання».
- Пілонна трисклепінна з укороченим центральним залом відкрито 29 квітня 1961 року у складі дільниці «Технологічний інститут» — «Парк Перемоги».
- Глибина закладення — 40 м.

Похилий хід тристрічковий, починається з північного торця станції. З пілонного залу похилий хід і наземний вестибюль були відкриті лише 18 липня 1980 року, причому даний вестибюль було вбудовано в ту же будівлю й об'єднано з вестибюлем колонного залу.
У центрі колонного залу, так званому «круглому залі», починається перехід в пілонний зал, що закінчується сходами в його південному торці.

## Колійний розвиток
Станція «Технологічний інститут» до будівництва пілонного залу обслуговувала тільки  Кіровсько-Виборзьку лінію. 
У 1961 році відбулося перемикання колій, тому при проходженні від «Балтійської» до «Технологічного інституту» вліво відходить тунель з розібраними коліями, такий же тунель примикає зліва при проходженні від «Технологічного інституту» до «Пушкінської». Вони використовувалися до відкриття пілонного залу, коли станція належала тільки  Кіровсько-Виборзькій лінії.
Біля примикання тунелю з розібраними коліями на перегоні «Технологічний інститут»  — «Пушкінська» вправо відходить ССГ до  Московсько-Петроградської лінії.
На перегоні «Технологічний інститут» — «Фрунзенська» вправо відходить ССГ до  Кіровсько-Виборзької лінії.
До 1963 року станція була кінцевою для  Московсько-Петроградської лінії, тому за нею був влаштований пошерсний з'їзд, за допомогою якого здійснювався оборот поїздів, нині розібраний.
У торці колонного залу розташований лінійний пункт  Московсько-Петроградської лінії.

## Вестибюлі
Виходи в місто на Загородний і Московський проспекти, до 1-ї Червоноармійської вулиці, а також до СПбДТІ (ТУ) і управлінню Петербурзького метрополітену.
1 квітня 2022 року відбулося відкриття вестибюлю станції «Технологічний інститут-1» після ремонту, який тривав два роки. У першу хвилю пандемії у 2020 році станція метро «Технологічний інститут-1» виявилася закрита разом із ще 16 вестибюлями. На початку квітня 2020 року, коли обмеження зняли, там розпочалися роботи із заміни ескалаторів та частковій заміні конструкцій похилого ходу. Роботи планували завершити до вересня 2021 року, але пасажирів там так і не зустріли. Графік, як уточнили у КРТІ, змінили через банкрутство ЗАТ «СМУ-9 "Метробуд"» та появи води, яку помітили під час ремонту. Пізніше планувалося відкрити до 30 грудня 2021 року, проте нарешті відбулося відкриття вестибюля лише 1 квітня 2022 року.

## Оздоблення
Тема оздоблення станції — досягнення радянської та російської науки.
Колонний зал
Навмисна строгість підкреслює простір підземного залу. Світлий уральський мармур, яким оздоблено стіни, добре поєднується з плитами чорного граніту на підлозі. Світильники вмонтовані у скляні візерункові судини, вставлені в спеціальні жолоби на склепінні. Є також подібні світильники у вигляді факелів, встановлені на колонах перонних залів. На колійних стінах встановлені декоративні ґрати.
У центрі станції, в круглому залі стіни були прикрашені медальйонами «корифеїв науки» — К. Маркса, Ф. Енгельса, В. І. Леніна і Й. В. Сталіна. При будівництві переходу в пілонний зал тут залишили лише Леніна і Маркса. У центрі склепіння круглого залу — невеликий різнокольоровий вітраж, що імітує вікно на поверхню.
На колонах підземного залу поміщені 24 барельєфи російських і радянських учених.
Пілонний зал
Стіни і пілони оздоблені мармуром, а колійні стіни — чорною і білою кахельною плиткою зі смужкою сірого граніту поверху. На внутрішніх сторонах пілонів поміщені написи, що нагадують про досягнення радянської науки й техніки.

## Терористичний акт3 квітня2017
3 квітня 2017 року о 14:40 на перегоні між станціями «Сінна площа» і «Технологічний інститут-2» у третьому вагоні поїзда пролунав вибух саморобного вибухового пристрою. Окрім терориста-смертника, в результаті вибуху загинуло 14 осіб, за різними даними від 50 до 100 осіб отримали поранення різного ступеню важкості. Після того як спрацював вибуховий пристрій, машиністом поїзда було прийнято рішення не зупиняти поїзд та продовжити рух до станції «Технологічний інститут-2», що дозволило негайно приступити до евакуації та наданню медичної допомоги потерпілим. Передбачуваним виконавцем теракту назвали громадянина Росії, який народився в Киргизії Акбаржона Джалілова, 1995 року народження. Головним управлінням з розслідування особливо важливих справ СК Росії впроваджено розслідування у кримінальній справі про теракт в Санкт-Петербурзькому метрополітені (ст. 205 КК РФ).
Через добу, після вибуху в метро, стало відомо, що терорист залишив саморобний вибуховий пристрій на станції метро «Площа Повстання», його виявив співробітник метро, за деякими даними, його знешкодив боєць ОМОНу, не чекаючи саперів. За версією Слідчого комітету, передбачуваний смертник залишив сумку з бомбою на «Площа Повстання», після цього він о 14:40 підірвався на перегоні між станціями «Сінна площа» і «Технологічний інститут». Потужність підірваної бомби склала 200—300 грам в тротиловому еквіваленті.
Теракт в Петербурзькому метрополітені стався в день, коли там з візитом перебували президент Росії Володимир Путін та президент Білорусі Олександр Лукашенко. Спочатку їх запланований маршрут міг пройти повз станцією метро «Технологічний інститут», де і стався один з двох вибухів.
17 квітня 2017 року співробітниками ФСБ, біля залізничного переходу в Одинцовському районі Підмосков'я, було затримано за підозрою в організації теракту в метро Петербурга Аброра Азімова, шляхом відпрацювання телефонних контактів Акбаржона Джалілова, який здійснив самопідрив 3 квітня 2017 року. Аброр Азімов був єдиним з учасників терористичного підпілля, з ким Акбаржон Джалілов зв'язався телефоном перед самопідривом, очевидно, повідомивши про те, що він готовий до проведення теракту.